# Synthetismus
Synthetismus (von franz. synthétiser: zusammenfassen) ist eine Stilrichtung innerhalb der post-impressionistischen Malerei, die aus einer Vereinigung des Cloisonismus und Symbolismus entstand. Sie kann als eine Gegenbewegung zum Pointillismus verstanden werden, der um 1888 als Variante des Spätimpressionismus entstand. Die Groupe synthétiste wurde 1891 von Paul Gauguin, Émile Bernard, Louis Anquetin, Charles Laval (1862–1894), Louis Roy (1862–1907) und anderen Künstlern der sogenannten Schule von Pont-Aven gegründet. 

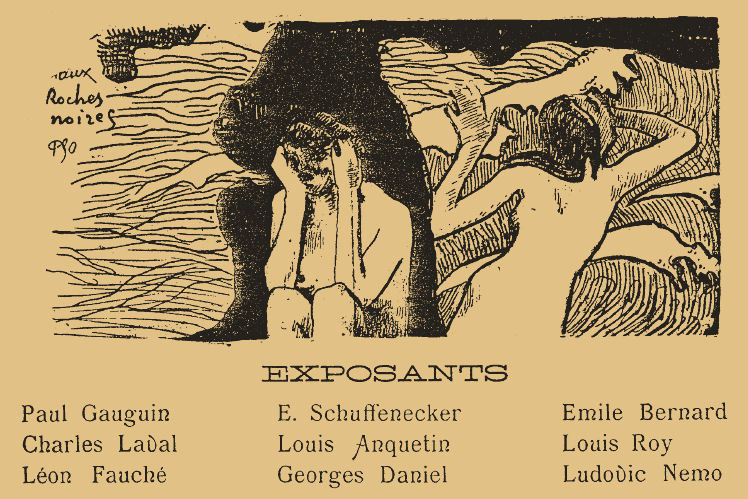
Paul Gauguin: Roches Noires („Schwarze Felsen“), Zeichnung auf der Titelseite des Ausstellungskatalogs der exposition de peintures du Groupe impressionniste et synthétiste (1889)

Bekannt wurden die Maler durch eine von Gauguin und Émile Schuffenecker organisierte Ausstellung im von M. Volpini geleiteten Pariser Café des Arts zur Weltausstellung 1889 (daher auch exposition Volpini genannt). Der Begriff synthétisme entstand bereits 1877; später wurde er oft missverstanden und als Synonym für den Impressionismus verwendet. 

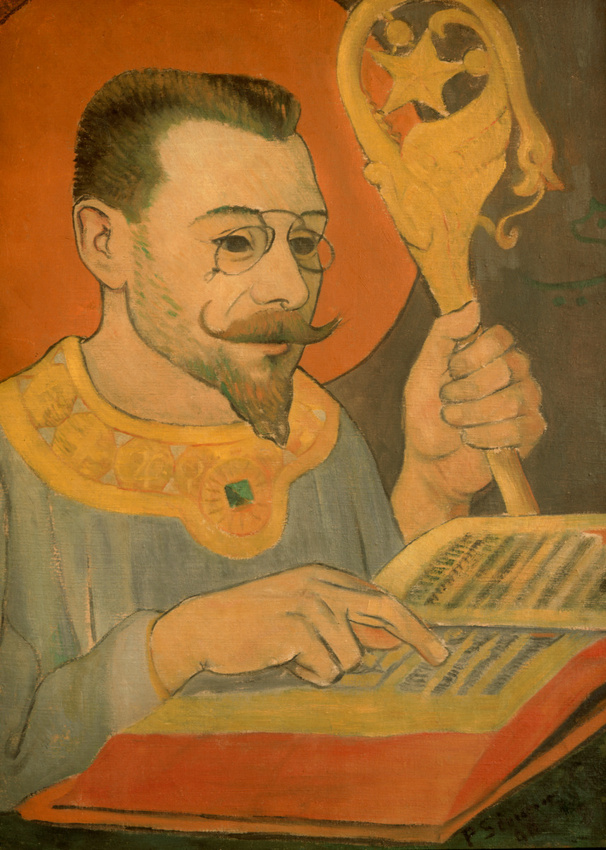
Paul Ranson: Selbstporträt, 1890

## Ästhetischer Anspruch und Maltechniken
Der synthetistische Künstler strebte an, die Wirklichkeit durch die Synthese verschiedener Aspekte abzubilden:
- die Wiedergabe der äußeren Erscheinungen der Natur
- die eigenen Gefühle darüber
- die ästhetische Reinheit der Linien, Farben und Formen

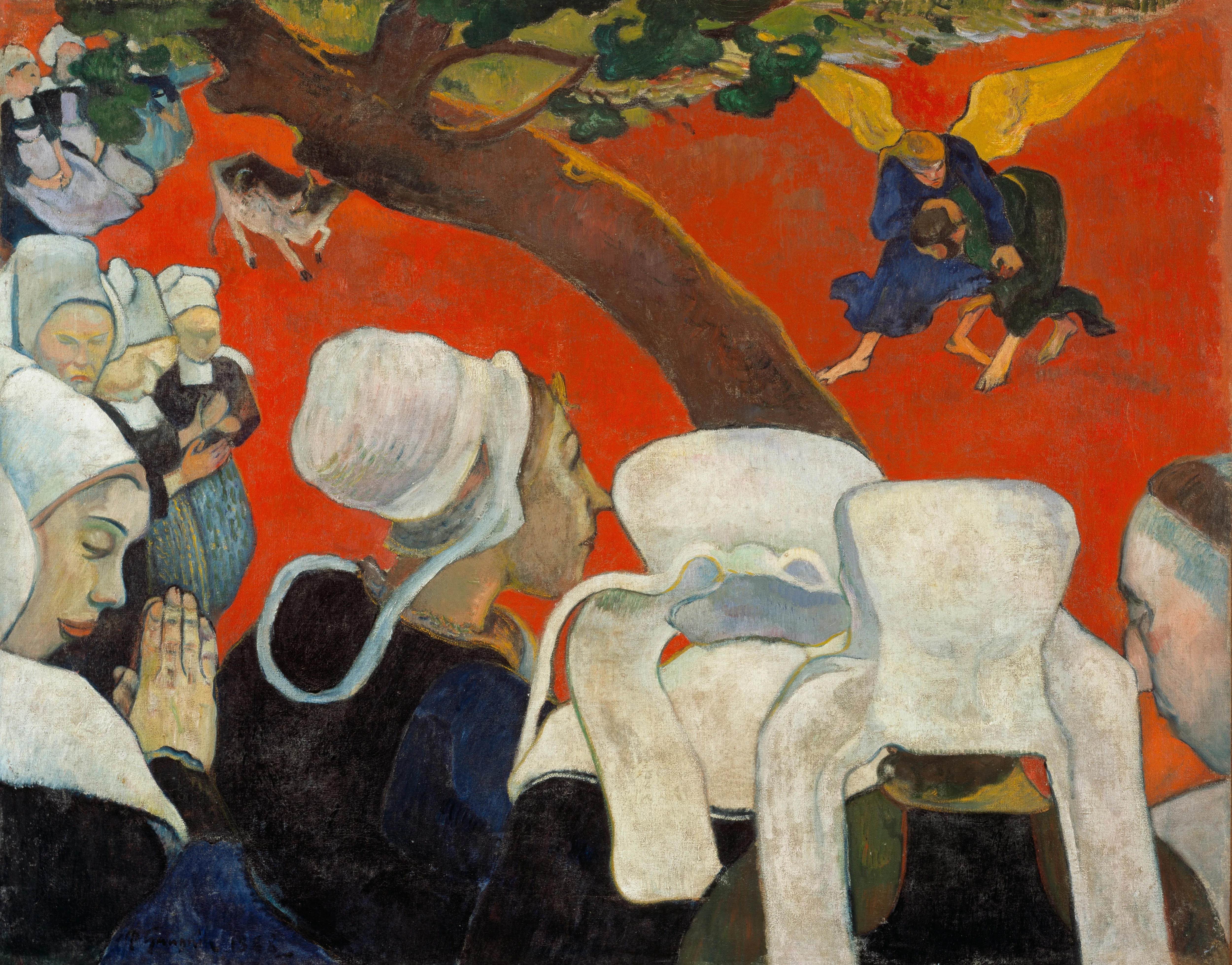
Paul Gauguin: Vision nach der Predigt, 1888.

Eine solche Synthese der Wahrnehmungs- und Vorstellungswelt des Künstlers sollte dadurch erfolgen, dass die Motive nicht direkt von der Natur auf den Bildträger übertragen, sondern die bleibenden Eindrücke aus dem Gedächtnis wiedergegeben wurden. Bei der Darstellung dieser Eindrücke entstanden stark vereinfachte, von der bloßen Abbildung gelöste Bilder, oft mit flächigem Farbauftrag und zweidimensionaler Wirkung, aber dekorativen Elementen. Man benutzte dabei häufig grelle, leuchtende Farben. Insbesondere Gauguin wurde dabei seit 1888 vom japanischen Farbholzschnitt beeinflusst, der ihn von seinem erst 1887 entwickelten Stil des Cloisonnismus wegführte. Er schätzte auch die mystischen Ideen der japanischen Künstler. Bernard meinte in der Rückschau, die japanische Holzschnittkunst habe den bis dahin detailversessenen europäischen Künstlern den Blick für die Komposition zurückgegeben.

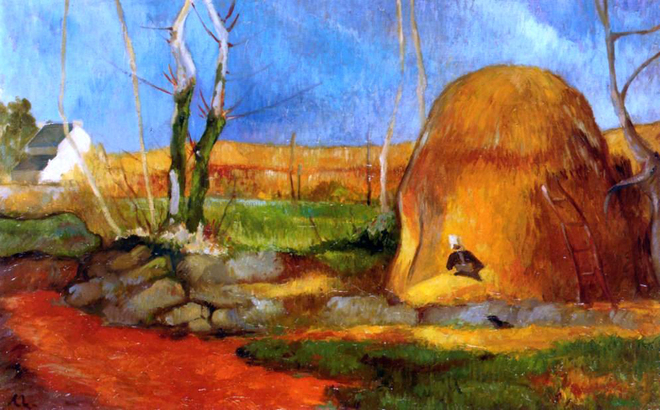
Charles Laval: Ernte in der Bretagne

Die Vertreter des Synthetismus sind teilweise identisch mit der Künstlergruppe Les Nabis, die mit Symbolismus verbunden war.